# Giorgio Gaja
Giorgio Gaja est un juriste italien. Chercheur en droit international, il est juge à la Cour internationale de justice de 2012 à 2021.

## Jeunesse et éducation
Giorgio Gaja est né à Lucerne, en Suisse, en 1939. En 1960, il obtient un diplôme en droit à l'Université Sapienza de Rome. Après avoir obtenu son diplôme, il poursuit une carrière universitaire dans des villes comme Vienne, Oxford et La Haye. En 1968, il reçoit la Libera Docenza en droit international. Il travaille également comme assistant de recherche à l'Université de Camerino de 1964 à 1969.

## Carrière universitaire
Giorgio Gaja est nommé professeur de droit international à l'Université de Camerino en 1972. En 1974, il est nommé professeur titulaire de droit international à l'Université de Florence. Il est nommé doyen de la faculté de droit de l'Université de Florence entre 1978 et 1981. Il est également professeur invité dans de nombreuses institutions aux États-Unis et en Europe. Il est notamment professeur invité à l'Université Johns-Hopkins de 1977 à 1978, à l'Académie de droit international de La Haye en 1981, à l'Université de Genève en 1983 et 1985, à la faculté de droit de l'Université du Michigan en 1992, à la faculté de droit de Columbia en 1996 et à l'Institut de hautes études internationales et du développement de Genève en 2001,.

## Écrivain, essayiste et éditeur
Giorgio Gaja publie de nombreux essais et ouvrages sur le domaine du droit international, du droit international privé et du droit de l’Union européenne. Depuis 1989, il est rédacteur en chef de la Rivista di Diritto Internazionale, l'une des revues de droit international les plus prestigieuses d'Italie. Il est membre de l'Institut de droit international depuis 1993. Il est également membre des conseils consultatifs de la Common Market Law Review, du Columbia Journal of European Law et du European Journal of International Law. Il est également président de la Société italienne de droit international.

## Cour internationale de Justice
Giorgio Gaja est nommé avocat du gouvernement italien dans l'affaire ELSI devant la Cour internationale de justice. Il est également juge ad hoc dans plusieurs affaires :
- Licéité de l'emploi de la force (Yougoslavie c. Italie)
- Différend territorial et maritime entre le Nicaragua et le Honduras dans la mer des Caraïbes (Nicaragua c. Honduras)
- Différend territorial et maritime (Nicaragua c. Colombie)
- Application de la Convention internationale sur l'élimination de toutes les formes de discrimination raciale (Géorgie c. Fédération de Russie)
- Immunités juridictionnelles de l'État (Allemagne c. Italie ; Grèce (intervenant))[3].

Il est élu juge à la CIJ pour un mandat de neuf ans du 6 février 2012 au 6 février 2021.